# غوانزات
غوانزات ( بـلـكوماسكويه : Guanzaa [ɡwãˈtsɑː] ) هي منطقة (بلدية) في مقاطعة كومو في منطقة لومباردي الإيطالية ، وتقع على بعد حوالي 30 كيلومتر (19 ميل) من شمال غرب ميلانو وتبعد من جنوب غرب كومو حوالي 11 كيلومتر (7 ميل) . حتى 31 ديسمبر 2004 ، كان عدد سكانها 5290 نسمة وتبلغ مساحتها 6.9 كيلومتر مربع.
تقع غوانزات على حدود البلديات التالية: الوثنيون وبلغاروغراسو وكادوراغو وكاسينا ريزاردي وسيريميدو وفينيغرو وفينو مورناسكو ولوماتسو وفينيانو

## روابط خارجية
- www.comune.guanzate.co.it